# Callengeville
Callengeville est une commune française située dans le département de la Seine-Maritime en région Normandie.

## Géographie

### Localisation
Commune de l'Entre-Bray-et-Picardie, le village se trouve traversé par la nationale menant de Foucarmont à Neufchâtel-en-Bray.

### Communes limitrophes
| Smermesnil | Preuseville, Fallencourt | Foucarmont              |
| Clais      | Callengeville            | Villers-sous-Foucarmont |
| Fesques    | Vatierville              |                         |

### Hydrographie
La commune est située dans le bassin Seine-Normandie. Elle n'est drainée par aucun cours d'eau,.

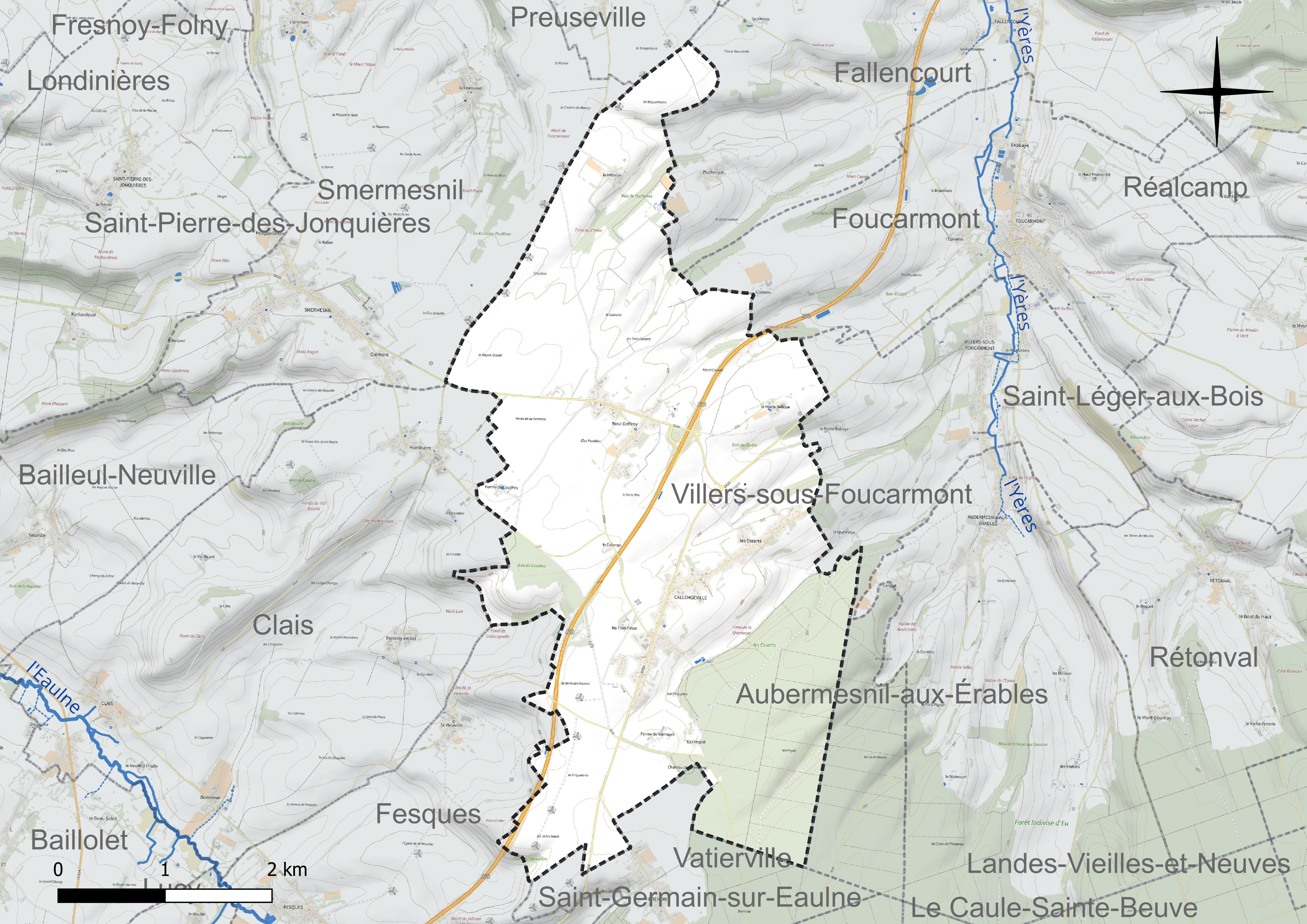
Réseau hydrographique de Callengeville.

### Climat
Pour des articles plus généraux, voir Climat de la Normandie et Climat de la Seine-Maritime.
En 2010, le climat de la commune est de type climat océanique altéré, selon une étude du CNRS s'appuyant sur une série de données couvrant la période 1971-2000. En 2020, Météo-France publie une typologie des climats de la France métropolitaine dans laquelle la commune est exposée à un climat océanique et est dans la région climatique Côtes de la Manche orientale, caractérisée par un faible ensoleillement (1 550 h/an) ; forte humidité de l’air (plus de 20 h/jour avec humidité relative > 80 % en hiver), vents forts fréquents. Parallèlement le GIEC normand, un groupe régional d’experts sur le climat, différencie quant à lui, dans une étude de 2020, trois grands types de climats pour la région Normandie, nuancés à une échelle plus fine par les facteurs géographiques locaux. La commune est, selon ce zonage, exposée à un « climat contrasté des collines », correspondant au Pays de Bray, bien arrosé et frais.
Pour la période 1971-2000, la température annuelle moyenne est de 10 °C, avec une amplitude thermique annuelle de 14,3 °C. Le cumul annuel moyen de précipitations est de 929 mm, avec 14 jours de précipitations en janvier et 9 jours en juillet. Pour la période 1991-2020, la température moyenne annuelle observée sur la station météorologique la plus proche, située sur la commune de Bouelles à 11 km à vol d'oiseau, est de 10,7 °C et le cumul annuel moyen de précipitations est de 838,4 mm,. Pour l'avenir, les paramètres climatiques de la commune estimés pour 2050 selon différents scénarios d’émission de gaz à effet de serre sont consultables sur un site dédié publié par Météo-France en novembre 2022.

## Urbanisme

### Typologie
Au 1er janvier 2024, Callengeville est catégorisée commune rurale à habitat dispersé, selon la nouvelle grille communale de densité à sept niveaux définie par l'Insee en 2022.
Elle est située hors unité urbaine et hors attraction des villes,.

### Occupation des sols
L'occupation des sols de la commune, telle qu'elle ressort de la base de données européenne d’occupation biophysique des sols Corine Land Cover (CLC), est marquée par l'importance des territoires agricoles (81,4 % en 2018), une proportion identique à celle de 1990 (81,4 %). La répartition détaillée en 2018 est la suivante : 
terres arables (56,6 %), forêts (18,6 %), prairies (15,5 %), zones agricoles hétérogènes (9,3 %). L'évolution de l’occupation des sols de la commune et de ses infrastructures peut être observée sur les différentes représentations cartographiques du territoire : la carte de Cassini (XVIIIe siècle), la carte d'état-major (1820-1866) et les cartes ou photos aériennes de l'IGN pour la période actuelle (1950 à aujourd'hui).

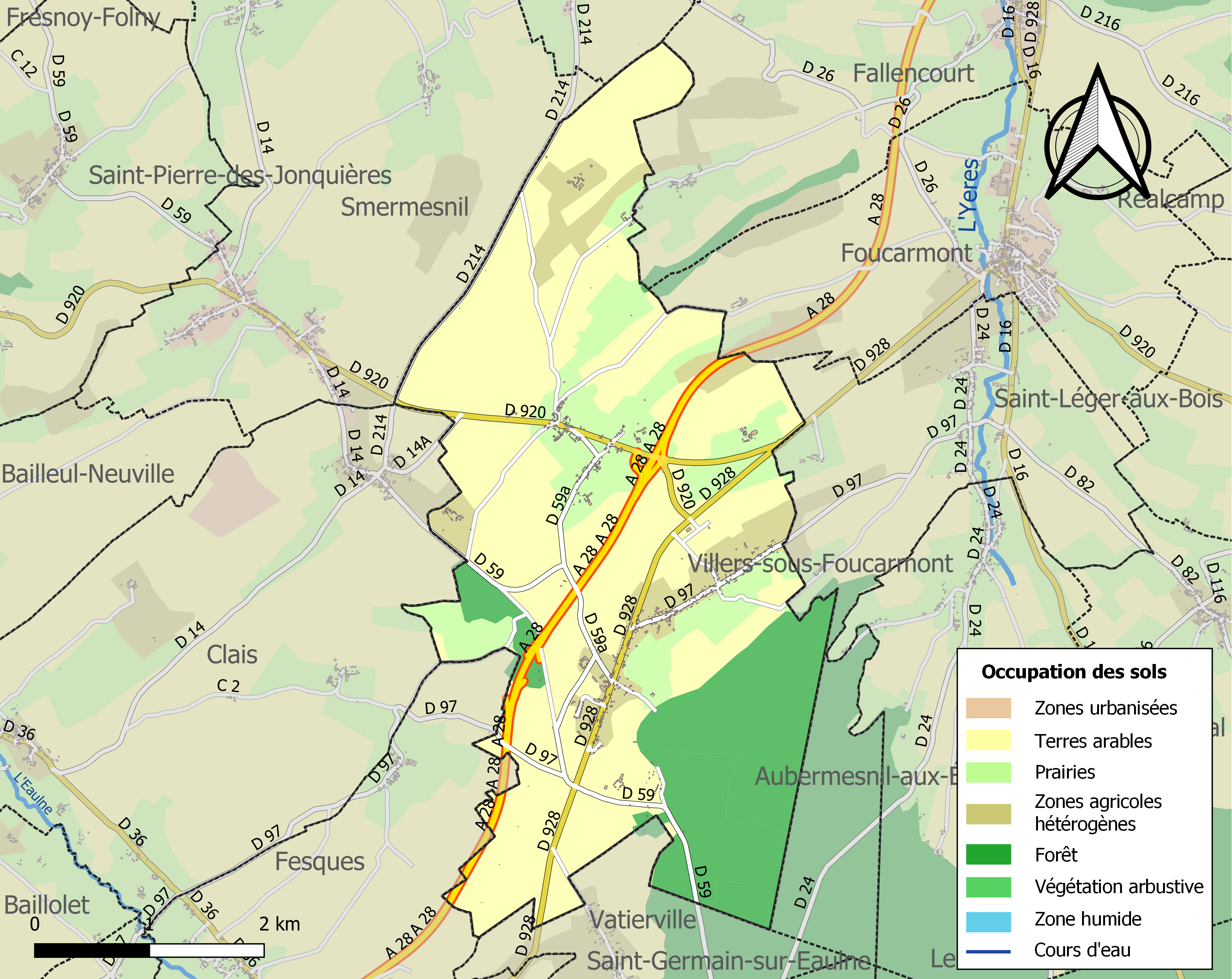
Carte des infrastructures et de l'occupation des sols de la commune en 2018 (CLC).

## Toponymie
La commune a été constituée en 1973 par la fusion de Bosc-Geffroy (attesté sous la forme Ecc. de Bosco Gaufredi en 1139 (Archives départementales de la Seine-Maritime, 6 H 4, bulle d'Innocent II) et des Essarts-Varimprés. Le nom Callengeville, mentionné vers 1500, est emprunté à un hameau de Bosc-Geffroy, hameau important situé entre les deux localités, encore porté par une ferme.
Le nom du lieu est attesté sous les formes Callengeville en 1500 (Arch. S.-M., E Tab. Neufchâtel), Callengeville en 1573 (Arch. S.-M., Tab. Blangy), Calongeville en 1594 (Arch. S.-M., G 8169 sq.), Calencheville en 1683 (Arch. S.-M., G 1537), Calangeville en 1715 (Frémont), Callengeville en 1757 (Cassini), Calengeville en 1901, Callengeville en 1953.
Il s'agit d'un toponyme créé à la fin du Moyen Âge, Calenge est la forme normanno-picarde équivalente de l'ancien français chalenge, discussion, attaque, défi et juridiquement : réclamation, litige. Cet ancien lieu-dit fait sans doute référence à une « terre litigieuse ». L'ancien français chalenge est issu du latin calumnia qui a également donné la forme savante calomnie. Ce terme, passé en anglais, a été réemprunté à l'anglais au XIXe siècle avec la graphie challenge et au sens de « défi, compétition »

## Histoire
Le village a été desservi par la ligne de chemin de fer secondaire Amiens - Aumale - Envermeu de 1906 à 1947.
Présence d'un Centre de rassemblement des étrangers pendant la Seconde Guerre mondiale.

## Politique et administration
| Période                                  | Période                    | Identité         | Étiquette | Qualité                        |
| ---------------------------------------- | -------------------------- | ---------------- | --------- | ------------------------------ |
| Les données manquantes sont à compléter. |                            |                  |           |                                |
| mars 2001                                | En cours (au 18 juin 2020) | Philippe Peltier |           | Réélu pour le mandat 2020-2026 |

## Équipements et services publics

### Enseignement
École primaire Antoine-de-Saint-Exupéry

## Population et société

### Démographie
L'évolution du nombre d'habitants est connue à travers les recensements de la population effectués dans la commune depuis 1793. Pour les communes de moins de 10 000 habitants, une enquête de recensement portant sur toute la population est réalisée tous les cinq ans, les populations de référence des années intermédiaires étant quant à elles estimées par interpolation ou extrapolation. Pour la commune, le premier recensement exhaustif entrant dans le cadre du nouveau dispositif a été réalisé en 2007.

En 2022, la commune comptait 501 habitants, en évolution de −2,72 % par rapport à 2016 (Seine-Maritime : +0,35 %, France hors Mayotte : +2,11 %).
| 1793 | 1800 | 1806 | 1821 | 1831 | 1861 | 1876 | 1881 | 1886 |
| ---- | ---- | ---- | ---- | ---- | ---- | ---- | ---- | ---- |
| 390  | 229  | 390  | 396  | 387  | 396  | 337  | 321  | 382  |

| 1891 | 1896 | 1901 | 1906 | 1911 | 1921 | 1926 | 1931 | 1936 |
| ---- | ---- | ---- | ---- | ---- | ---- | ---- | ---- | ---- |
| 332  | 300  | 302  | 310  | 321  | 306  | 297  | 275  | 248  |

| 1946 | 1954 | 1962 | 1968 | 1975 | 1982 | 1990 | 1999 | 2006 |
| ---- | ---- | ---- | ---- | ---- | ---- | ---- | ---- | ---- |
| 267  | 255  | 253  | 252  | 462  | 466  | 491  | 455  | 470  |

| 2007 | 2012 | 2017 | 2022 | - | - | - | - | - |
| ---- | ---- | ---- | ---- | - | - | - | - | - |
| 472  | 516  | 511  | 501  | - | - | - | - | - |

### Manifestations culturelles et festivités
Les foulées de Callengeville, organisées tous les ans et qui consistent en deux courses à pied et une marche, perpétuent ce sens de « défi, compétition ».

## Culture locale et patrimoine

### Lieux et monuments
- Église de Bosc-Geffroy. Cet édifice religieux date de la fin du XVe siècle. Il est construit en pierre blanche du pays. Il a beaucoup souffert au XVIIIe siècle et c’est à cette époque qu’a été utilisée la brique rouge pour le réparer. L’ensemble symbolise une croix avec le clocher à la croisée. À l’entrée, de part et d’autre, deux bénitiers sur pied en bois attirent l’attention. Les bancs datent du XIXe siècle, la nef est plus basse que le chœur et les nefs latérales, très basses elles aussi, sont recouvertes de voûtes en bois. L’archivolte de l’entrée du chœur est un travail de la Renaissance, malheureusement mutilé. Vers la nef, deux armoiries sont superposées : l’une est l'« arme » des Dauvet de Mainneville et l’autre représente les « armes » accolées de Guillaume de Groulard et de Marie de Sublet des Noyers. Le chœur est voûté et l’abside offre cinq fenêtres partagées par un meneau surmonté de compartiments flamboyants. Entre chaque fenêtre, un cordon porté sur une tête d’ange sert de console. La réunion de ces cordons forme un faisceau qui se perd à la clé de voûte. Chaque ange porte un des instruments de la Passion du Christ. En 1845, la fenêtre du chevet a été enrichie d’une verrière où sont représentés : saint- ixte, pape et martyr, et saint Laurent, diacre et patron de la paroisse, fêté le 10 août. Dans le sanctuaire, un autel en bois du XIXe siècle, toujours existant, est remplacé par un autel moderne en pierre. En octobre 2005, par un arrêté municipal, l’église a été interdite au public. La base du clocher, rongée par l’humidité, menace de s’effondrer. La charpente du clocher et la maçonnerie fissurées ont été refaites. Après ces travaux, la première messe a été célébrée le 29 novembre 2007.

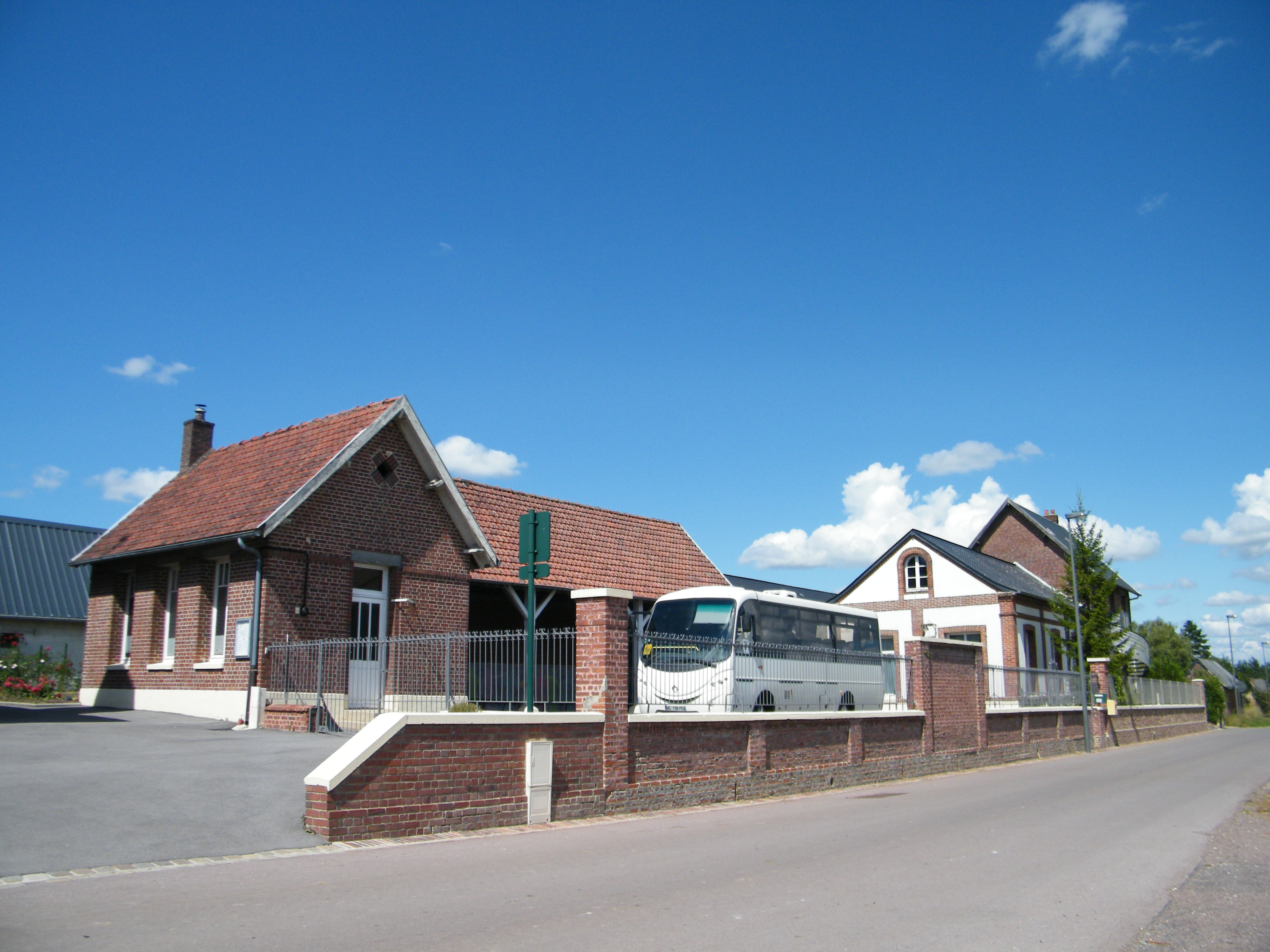
École.
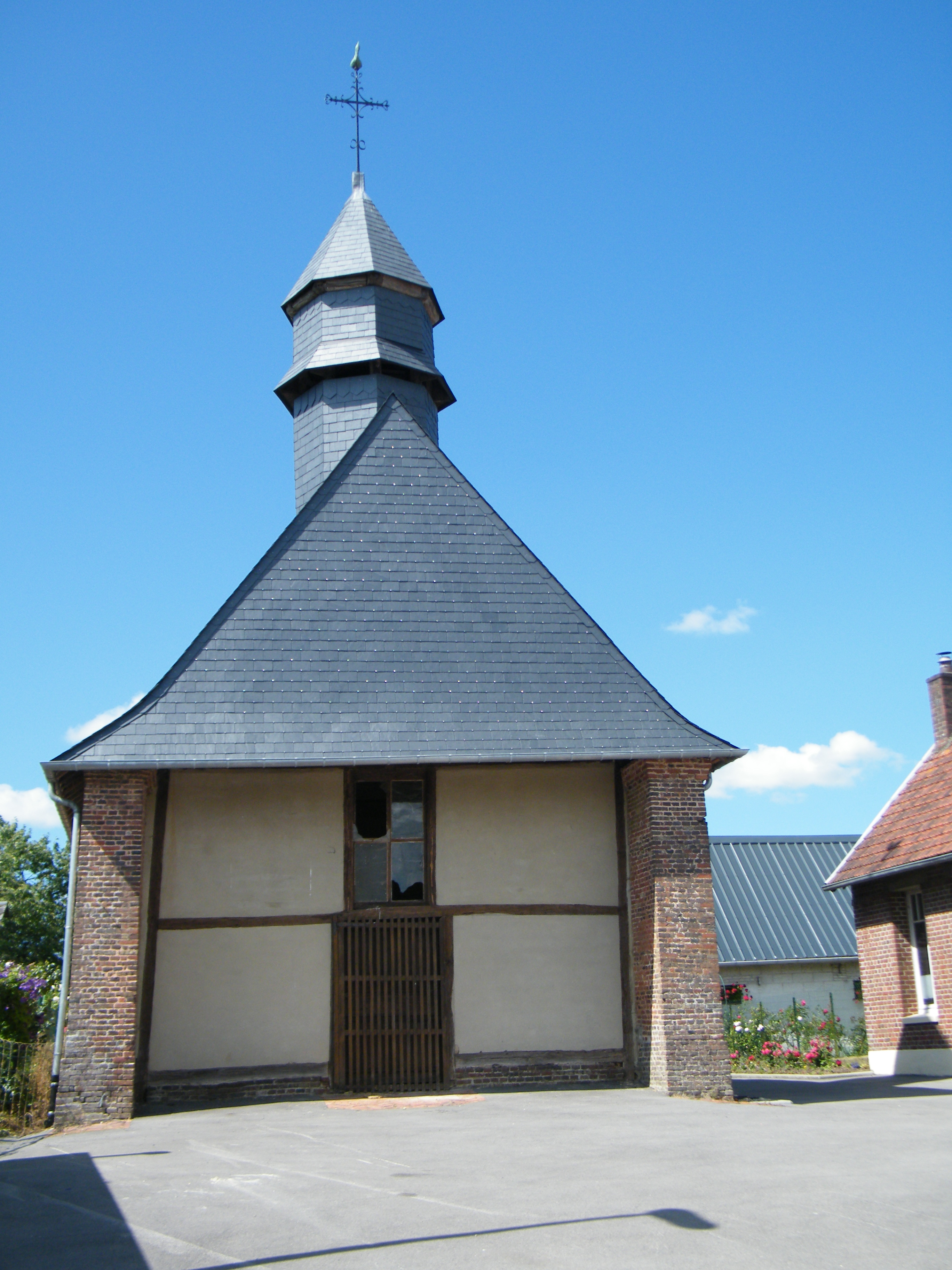
Chapelle Saint-Mathurin.
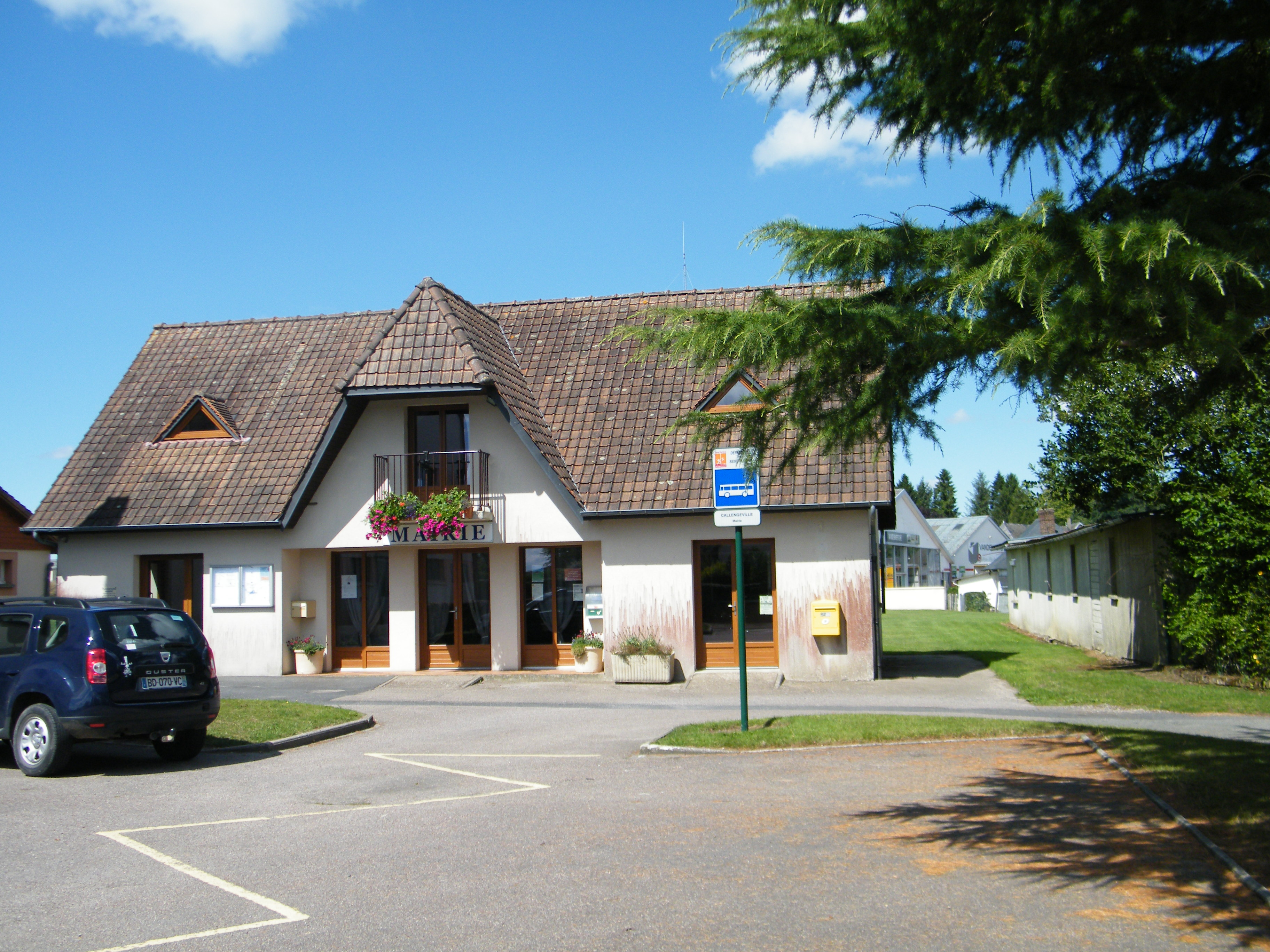
Mairie.